# 夜明けまでボーダレス
「夜明けまでBORDERLESS」（よあけまでボーダレス）は、カルロス・トシキの1枚目のシングル。
1991年11月28日に、ワーナーミュージック・ジャパンから発売された。
規格品番：WPDL-4266。

## 解説
カルロス・トシキ&オメガトライブ解散後、ソロではCARLOS名義の「ルシア」以来のシングルである。
本作は、1986オメガトライブのシングル「Stay girl Stay pure」収録「Sand On The Seat」の有川正沙子と、1986オメガトライブ、カルロス・トシキ&オメガトライブの作曲陣に参加していた和泉常寛が手がけた。
2012年に発売した杉山清貴、1986オメガトライブ、カルロス・トシキ&オメガトライブ他の合同ベスト・アルバムにおいて、カルロス個人限定ではこの楽曲が『杉山清貴 オメガトライブ ベスト&ベスト』に収録された。

## ディスクジャケット
ジャケットは、カルロスの目だけの写真を採用している。

## 収録曲
全曲　作詞：有川正沙子　編曲：新川博
1. 夜明けまでBORDERLESS
  - 作曲：和泉常寛
2. 孤独な天使
  - 作曲：カルロス・トシキ